# Mingguang
För andra betydelser, se Mingguang (olika betydelser).
Mingguang, tidigare romaniserat Mingkwang, är en stad på häradsnivå som är en del av Chuzhous stad på prefekturnivå i provinsen Anhui i östra Kina. Den ligger  omkring 130 kilometer nordost om provinshuvudstaden Hefei.
Mingguang är indelat i fyra stadsdelsdistrikt, tolv köpingar och en socken.
Stadsdelsdistrikt (jiedao):

- Mingdong (明东街道)
- Mingguang (明光街道)
- Mingnan (明南街道)
- Mingxi (明西街道)

Köpingar (zhen):

- Guandian (管店镇)
- Gupei (古沛镇)
- Jianxi (涧溪镇)
- Liuxiang (柳巷镇)
- Nüshanhu (女山湖镇)
- Pancun (潘村镇)
- Qiaotou (桥头镇)
- Sanjie (三界镇)
- Shiba (石坝镇)
- Suxiang (苏巷镇)
- Zhangbaling (张八岭镇)
- Zilaiqiao (自来桥镇)

Socknar (xiang):

- Bogang (泊岗乡)